# Alfa Caeli
Alfa Caeli (α Cae / HD 29875 / HR 1502) es la estrella más brillante de la constelación Caelum, el cincel, con magnitud aparente +4,44. Se encuentra a 66 años luz de distancia del sistema solar. 
Alfa Caeli es una estrella binaria cuyas componentes, separadas visualmente 6 segundos de arco, son una estrella amarilla de la secuencia principal y tipo espectral F2V, y una tenue enana roja de magnitud +12,5 y tipo M0.5V. La estrella amarilla principal, Alfa Caeli A, tiene una temperatura efectiva de 7100 K y es 5,2 veces más luminosa que el Sol. Con un radio un 50% mayor que el radio solar, sus parámetros son similares a η Corvi, aunque a diferencia de esta última, Alfa Caeli es una estrella que ha sido poco estudiada. El período de rotación de ambas estrellas es también parecido y mucho más corto que el del Sol, ya que Alfa Caeli completa un giro cada 1,4 días —como máximo—, mientras que el Sol emplea 27 días en hacerlo.
Alfa Caeli B, con una temperatura de 3800 K, tiene una masa de 0,3 masas solares, lo que conlleva una luminosidad muy baja, apenas el 1% de la que tiene el Sol. Es una estrella fulgurante como Próxima Centauri o UV Ceti, con erupciones impredecibles que aumentan su brillo en una magnitud o más. La separación real entre Alfa Caeli A y Alfa Caeli B no se conoce con exactitud, ya que su separación visual apenas ha cambiado en los últimos 110 años.
El sistema tiene una edad aproximada de 1000 millones de años.